# リュイス・ドメネク・イ・ムンタネー

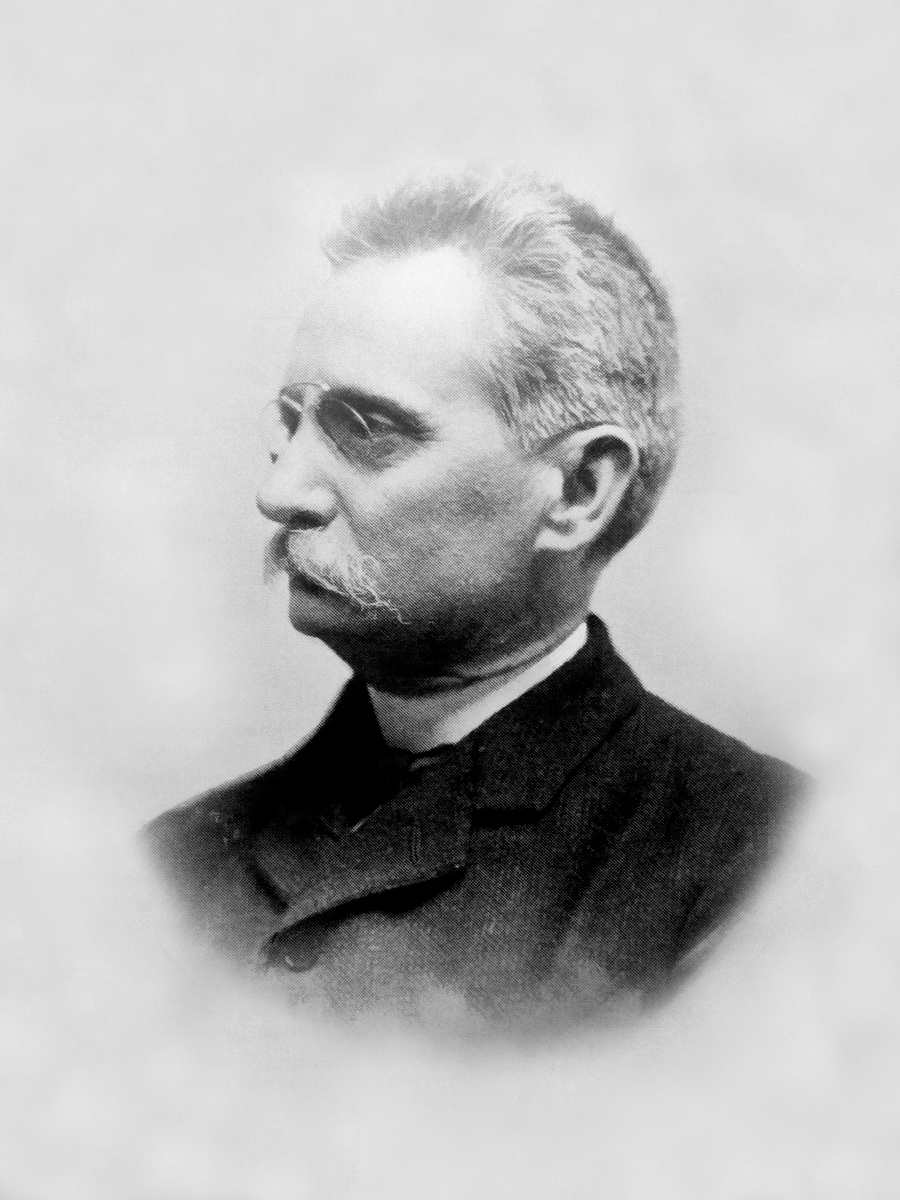
リュイス・ドメネク・イ・ムンタネー、1915年

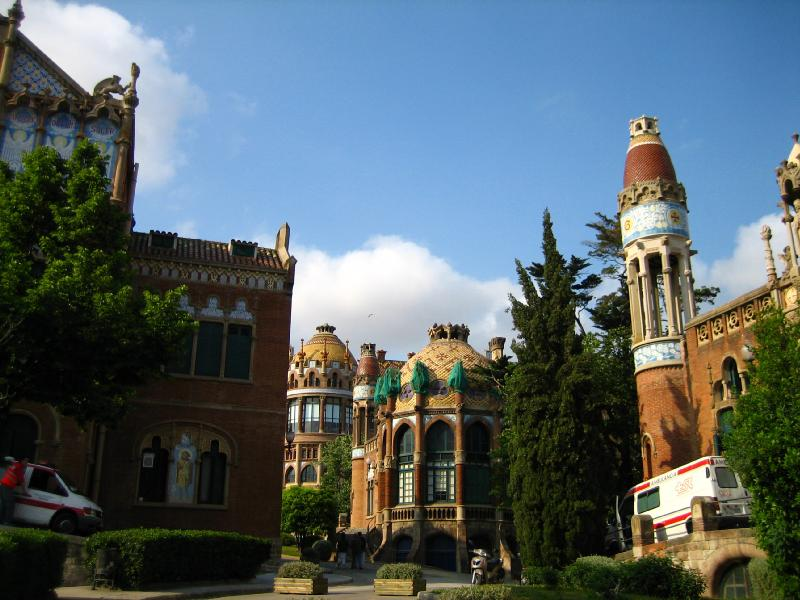
サン・パウ病院

リュイス・ドメネク・イ・ムンタネー （Lluís Domènech i Montaner、1850年12月21日 - 1923年12月27日）は、スペイン・バルセロナ出身の建築家。カタルーニャ地方のムダルニズマやアール・ヌーヴォーに影響を及ぼした。同時に、政治家としても活動した。

## 生涯
建築に関心を持ち、マドリッドの建築学校を卒業後、バルセロナに戻りバルセロナ建築学校（現在のカタルーニャ工科大学建築学部）で若くして教授となった。この地位にあったために、カタルーニャのムダルニズマはどうあるべきか大きな影響を与えた。
建築家としてのドメネクは、当時マドリッドで流行していたイスパノ＝アラブ様式の特別な装飾からスタートし、そしてムダルニズマの特徴である湾曲したラインとを組み合わせた豪華絢爛なスタイルを生み出し、同時に近代建築の特徴である合理的な構造を持つ建物を建てた。
最初期の作品の一つには1888年に開催されたバルセロナ万博の際にレストラン(最近までは自然科学博物館として使われていた）として建てられた。ドメネクはこの建物で新しい鉄構造に伝統的なセラミックを組み合わせるという技術を用いた。この技術は、1908年にカタルーニャ音楽堂建設においても使われ石造、積石造の重厚な空間を鉄骨による軽い空間を生み出している。
多くの作品をバルセロナ市内に残し、それらのいくつかが現在ではユネスコの人類の遺産として指定されている。
バルセロナ建築学校の教授時代の教え子には後にライバルとなるアントニ・ガウディがいた。

## 建築物
- サン・パウ病院 (バルセロナ)
- カタルーニャ音楽堂 (バルセロナ)